# 대한기독교청년회연맹
대한기독교청년회연맹(大韓基督敎靑年會聯盟, National Council of the Young Men's Christian Associations of Korea) 또는 한국YMCA는 대한민국에서 조직된 기독교 민간단체 기독교청년회를 망라한 청년운동 단체이다. 1903년 서울에서 창설되었던 기독교 청년단체로 오늘날 서울기독교청년회의 전신으로 5개국 출신의 37명이 창립회원으로 참여하였다. 초대회장에는 호머 헐버트가 선임되었다.

## 개요

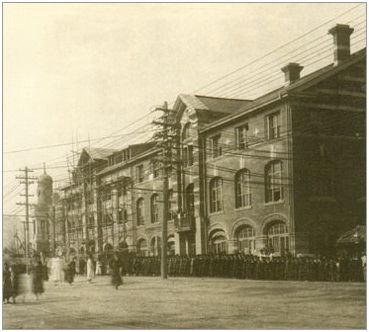
서울 시내 신축된 황성 YMCA 건물 회관 전경.

기독교청년회는 영국의 복음주의자들이 1844년에 결성하였으며, 지역 기독교청년회가 세계 각국에 설치되면서 확장되었다. 한국에서는 대한제국 시기인 1903년에 황성기독교청년회라는 이름으로 출범했다. 초기에는 1899년부터 시작된 청원 운동을 통해 미국 선교사들의 노력으로 발족하였으나, 곧 독립협회에서 활동했던 이상재, 윤치호 등이 가입하여 지도자 역할을 했다.
한국에 야구가 처음 들어온 것도 1905년으로 당시 선교사로 온 미국인 질레트(P. L. Gillett)가 황성기독교청년회 회원들에게 야구를 가르친 것이 그 시초이다. 1906년 2월 11일, 훈련원 터에서 YMCA팀과 덕어학교팀 사이에 최초의 야구경기가 열렸다.
1911년, 105인 사건에 기독교청년회 지도자들이 연루되어 주요 간부들은 모진 고문과 옥살이를 하였다. 1919년 3·1 운동에도 주도적으로 참여했다. 1920년대에는 해외의 독립운동가들을 위한 자금을 조달하고, 농촌 계몽운동과 물산장려 운동을 전개하며 중일 전쟁 이전까지 일제강점기의 중요한 사회운동 세력 중 하나로 활동했다.
세계 YMCA 연맹에 가입되어 한국의 기독교청년회를 대표하며, 교육과 선교, 체육사업, 출판사업, 농촌운동, 소비자운동, 국제교류 등이 주요 활동 사업이다. 대한민국 제16대 총선부터 자체 심사에 따른 낙선대상 후보를 지정하여 낙선 운동을 벌이는 등 대한민국에서도 규모와 영향력이 큰 시민운동 단체로 남아 있다.
대한기독교청년회는 1994년에 한국기독교청년회로 개칭되어 현재까지 활동하고 있다.

## 연혁
- 1901년 : 배재학당YMCA 창립
- 1903년 : 황성기독교청년회 창립

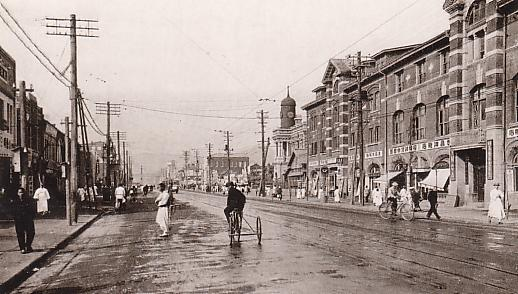
일제강점기 때의 기독교회관

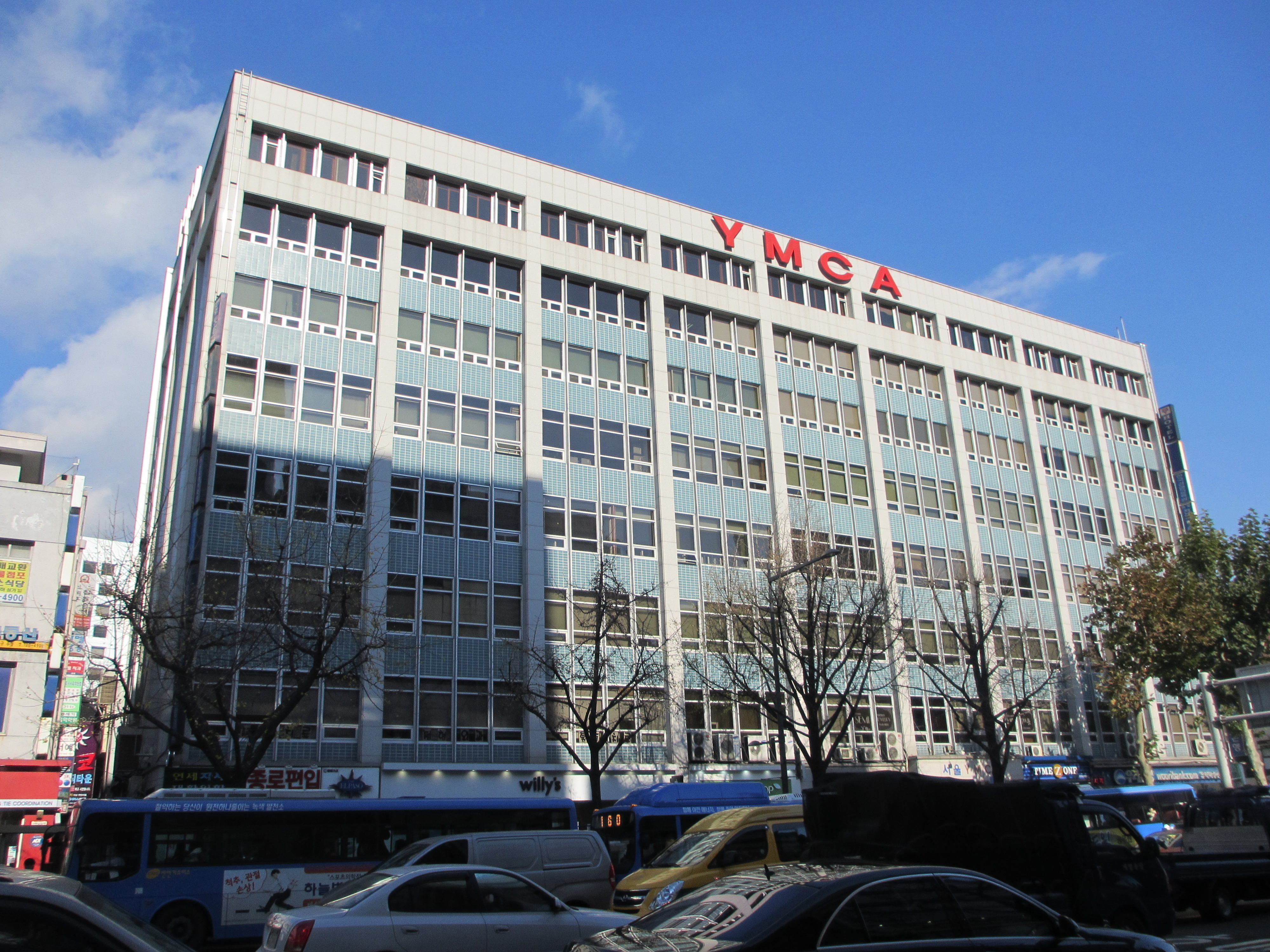
서울 YMCA

- 1908년 : 서울 종로구의 현대식 건물 설립
- 1914년 : 조선기독교청년회전국연합회 결성- 1개 지역 시청년회(황성기독교청년회)와 9개의 학생YMCA. 이후 3년에 1회 정기 연회를 열고 모든 사무의 발전을 도모하기로 되어 1917년 제2회에 개최에 이어, 1920년 9월에는 서울 성북동의 민영찬, 이근상 두 명의 정자에서 이상재의 사회로 연회를 개최하였다.[4]
- 1921년 : 기관지 《청년》 발간
- 1925년 : 농촌부 설치
- 1955년 : 대한기독교청년회연맹으로 개칭
- 1965년 : 종로에 새 건물 완공(구 건물은 한국전쟁 중 파괴)
- 1971년 : 사회개발특별위원회 설치
- 1974년 : 목적과 사업연구 위원회 설치
- 1976년 : 목적문 제정
- 1990년 : 제1회 지구의 날 행사 개최
- 1994년 한국기독교청년회전국연맹으로 개칭
- 2000년 : 총선시민운동본부 구성
- 2003년 : 서울YMCA(전신 - 황성기독교청년회) 창립 100주년 행사

## 기타
한국기독교교회협의회의 회원 단체이며 한국기독교총연합회과 한국교회연합에는 가입하지 않았다.

## 같이 보기
- 기독교청년회
- 대한여자기독교청년회
- 윤치호
- 이상재
- 신흥우
- 이승만
- 현동완

## 참고자료
- “YMCA 어제와 오늘”. 대한기독교청년회연맹. 2007년 6월 9일에 원본 문서에서 보존된 문서. 2008년 5월 23일에 확인함.